# Chromocryptus oreius
Chromocryptus oreius är en stekelart som först beskrevs av Porter 1967.  Chromocryptus oreius ingår i släktet Chromocryptus och familjen brokparasitsteklar. Inga underarter finns listade i Catalogue of Life.